# Veissella durbani
Espèce
Synonymes
- Portia durbanii Peckham & Peckham, 1903

Veissella durbani est une espèce d'araignées aranéomorphes de la famille des Salticidae.

## Distribution
Cette espèce vit en Afrique du Sud, où elle se rencontre au Cap-Oriental, au KwaZulu-Natal et au Limpopo, et au Zimbabwe.

## Description
Le mâle holotype mesure 7 mm.
Les mâles mesurent de 5,12 à 6,4 mm et la femelle 5,2 mm

## Étymologie
Son nom d'espèce lui a été donné en référence au lieu de sa découverte, Durban.

## Publication originale
- Peckham & Peckham, 1903 : New species of the family Attidae from South Africa, with notes on the distribution of the genera found in the Ethiopian region. Transactions of the Wisconsin Academy of Sciences, Arts, and Letters, vol. 14, p. 173-278 (texte intégral).